# Isa TKM
Isa TKM (Isa Te Kiero Mucho) é uma telenovela produzida pela Nickelodeon Latin America em parceria com a Sony Music Enternaiment. Foi escrita por Mariela Romero, dirigida por Arturo Manuitt e totalmente gravada na Venezula. Foi exibida para toda a América Latina pela Nickelodeon entre 29 de setembro de 2008 a 20 de março de 2009.
Foi protagonizada por María Gabriela de Faría, Reinaldo “Peche” Zavarce, Milena Torres, Micaela Castelotti e Willy Martin, e contou com as participações estrelares de Sabrina Seara, Candy Montesinos, Everson Ruiz, Francis Romero e Jefferson Brizgh.
Isa TKM é uma trama que narra a história de Isabela Pasqualli, uma adolescente de 15 anos, que enfrenta os típicos problemas da idade, como seu primeiro amor, primeiro beijo e outros conflitos, como a descoberta de ser adotada, e a busca por seus pais verdadeiros. A novela aborda ainda assuntos como o bulliyng, gordofobia, autoestima, alcoolismo, o valor da amizade e outros temas do universo adolescente.

## Isa TK+
Isa TK+ é uma spin-off da telenovela Isa TKM, criada por Mariela Romero. A Telenovela estreou em 5 de abril de 2010 às 19h na Nickelodeon Brasil como Isa TK+: Siga Seu Coração. A temporada também foi exibida pela Band entre 27 de dezembro de 2010 e 11 de junho de 2011, às 9h15 da manhã.

## Sinopse
Isa TKM narra a história de Isabella Pasquali, uma garota meiga e alegre de 15 anos que é muito feliz com sua família adotiva, que possui uma pizzaria. Isa é a melhor amiga de Linda Luna, de quem não desgruda e com quem vive uma série de confusões muito divertidas para chamar a atenção de Alex Ruiz, o garoto mais bonito e mais popular do colégio, por quem Isa é apaixonada. Alex possui uma banda de Pop Rock com Micky, seu melhor amigo, e Marquinhos, o irmão mais novo de Isa. Mas o rapaz nunca notou o amor da garota por ele. Alex é apaixonado mesmo por Cristina Ricalde, a grande vilã da história e principal inimiga de Isa na luta pelo coração do garoto. Cristina Ricalde é uma menina rica e mimada, que usa de mentiras e chantagens para conseguir o que quer, contando com a ajuda de suas amigas, as irmãs gêmeas e fofoqueiras Justa e Norma, que posteriormente tornam-se namoradas de Micky e Carlinhos, o melhor amigo de Isa e Linda, e também o "nerd" da escola, que é dirigido por mãos de ferro pela professora Rigores, que por trás de sua aparência rigorosa, mantém um relacionamento secreto com Olimpo Carreras, o professor de educação física. Cristina, por sua vez, é alvo da paixão de Rey Galã, um garoto convencido que se acha a última bolacha do pacote. Rey é o rival de Alex e possui uma banda de rock com seus amigos Kiko e Junior. Ele não percebe que Linda o ama, por só ter olhos para Cristina. Enquanto isso, a irmã de Isa, Marina, também enfrenta seus problemas. Ela se apaixona por Cristóvão, mas Rebeca e Lucrécia tornam-se as grandes inimigas desse romance. Irmã de Cristina e tão má quanto ela, Rebeca é a ex-namorada de Cristóvão e não admite ser trocada por Marina, a quem passa armar de tudo para infernizar a vida. Lucrécia, mãe de Cristóvão, é muito ambiciosa e fará de tudo para que o filho case-se com uma mulher rica e influente como Rebeca, entrando em conflito com Marina. Do outro lado da história, estão Julio Silva e Estella Ruiz. Ele é o professor de música do colégio de Isa, proprietário de uma loja de discos e primo de Cristóvão. Ela é a mãe viúva e super protetora de Alex, que trabalha como secretária de Julio e esconde uma paixão por ele. Julio enfrenta um drama, porque no passado, teve uma filha com a professora Jennifer Contreras (Isa), mas a criança foi dada para a adoção e até hoje ele procura a filha perdida. Mas, com ciúmes de Jennifer, Estella armará um plano com o Detetive Buscone, que resultará numa trama perigosa que atormentará a todos até os últimos momentos. Depois de um tempo Alex descobre que tipo de pessoa que Cristina é, e após terminar com ela, ele se apaixona por Isa, que continua apaixonada por ele, assim como Rey, após se cansar de Cristina, se descobre apaixonado por Linda, e os dois ficam juntos.

## Elenco
| Personagem                   | Ator/Atriz                |
| ---------------------------- | ------------------------- |
| Isa Pasquali                 | María Gabriela de Faría   |
| Alex Ruíz                    | Reinaldo "Peche" Zavarce  |
| Cristina Ricalde             | Milena Torres             |
| Linda Luna                   | Micaela Castellotti       |
| Reinaldo Galán (Rey)         | Willy Martin              |
| Marina Pasquali              | Sabrina Seara             |
| Cristóvão Silva              | Donny Murati              |
| Rebeca Ricalde               | Candy Montesinos          |
| Júlio Silva                  | Javier Valcarcel          |
| Estella Ruíz                 | Dad Dáger                 |
| Lucrécia Portacarreros       | Verónica Cortez           |
| Rubi                         | Nathalie Guerrero         |
| Vanessa                      | Vírginia Gomez            |
| Miguel Silva (Micky)         | Manuel Colmenares         |
| Diego Julián                 | Everson Ruíz              |
| Raul Clavatti (Clavatti)     | Oscar Combreras           |
| Antônio Pasquali             | Orlando Hérnandez         |
| Carminha Pasquali            | Liliana Meléndez          |
| Jennifer Contreras           | Maria Antonieta Castillos |
| Professora Severa Rigores    | Francis Romero            |
| Olimpo Carreras              | Jose Angel Avila          |
| Rosário                      | Marina Hernández          |
| Marcos Pasquali (Marquinhos) | Jefferson Brizgh          |
| Justa                        | Samantha Méndez           |
| Norma                        | Mayra Méndez              |
| Kiko                         | Anibal Santiago           |
| Junior                       | Jhostin Jiménez           |
| Carlinhos                    | Ever Bastidas             |
| Buscone (Detetive)           | Luis Jherver              |
| Melody (Professora)          | Lorena Maquez             |
| Ricardo Ricalde              | José Antonio Barrios      |

## Personagens de Isa TKM
- Isabella Pasquali:

Atriz: María Gabriela de Faría

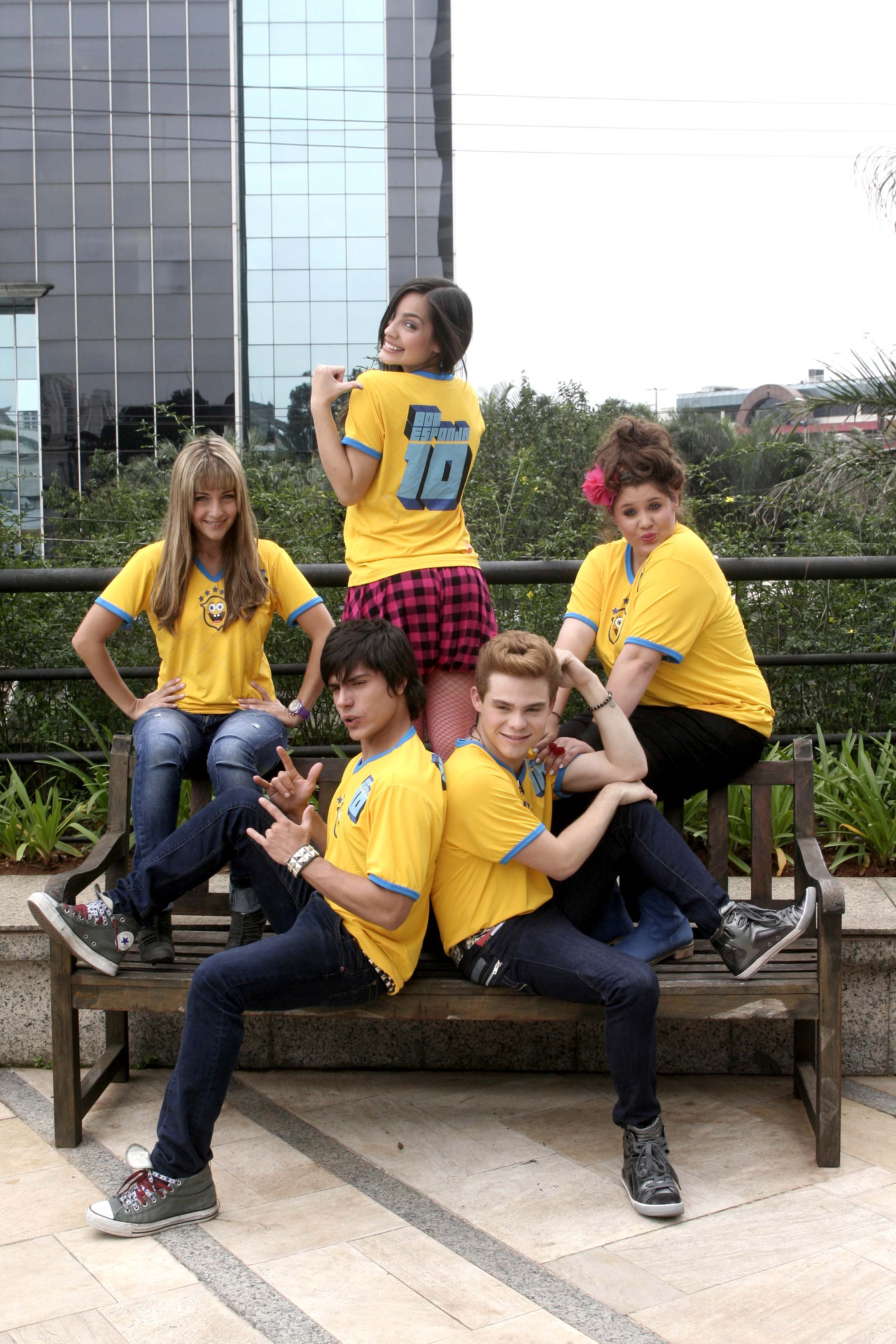
Elenco da novela em São Paulo (2009).

É a protagonista da história, sempre alegre e sonhadora, entra em vários apuros com suas mentiras inocentes. Isa é completamente apaixonada por Alex Ruiz, namorado de Cristina Ricalde nos primeiros capítulos. Isa e Cristina são inimigas desde que se conheceram, elas disputam Alex em meio de muitas brigas. A melhor amiga de Isa é Linda, de quem é inseparável. Vive com seus irmãos Marco e Marina, e com seus pais adotivos Carminha Pasquali e Antônio Pasquali, duas pessoas de bom coração e nobre. Nos últimos capítulos, Isa descobre, por ironia do destino, que Jenifer Contreras e Júlio Silva, seus respectivos professores são seus pais biológicos.
- Alexandro Ruíz:

Ator: Reinaldo Zavarce
O protagonista da história tem uma série de qualidades, mas o seu maior dom é a música. É o guitarrista e líder da sua própria banda de rock. Se tornou namorado de Cristina Ricalde nos primeiros capítulos, entretanto depois de muito pensar, ele se descobre completamente apaixonado por Isa, ao mesmo tempo que termina com Cristina ao perceber quem ela é. Eles se tornam namorados e enfrentam muitas armações para ficarem juntos. Ele mora com sua mãe no mesmo edifício que Isa, Linda e Rey. Não mora com seu pai, pois o mesmo faleceu. Seu melhor amigo é Micky. Depois que se apaixona por Isa sua vida muda completamente. Ainda confuso, ele não sabe quem deve namorar. É rival de Rey por conta da concorrência no Festival de Bandas. Também é rival de Diego, pois o DJ se apaixona por Isa.
- Cristina Ricalde:

Atriz: Milena Torres
É a principal antagonista da história. É muito popular, pois ela é a filha de um rico e famoso banqueiro, e é a rainha da escola, porque muitos não sabem de sua falsidade. Isa é a sua inimiga, e as duas disputam tudo, até o amor de Alex. Sua meta é sempre separar Isa e Alex, e faz tudo que tiver que fazer para separá-los. Apronta várias para prejudicar as rivais.
- Linda Luna:

Atriz: Micaela Castellotti
É a melhor amiga Isa, é uma grande cozinheira e seus deliciosos bolos sempre atraem Rey, por quem é apaixonada. Adora inventar nomes diferenciados e de outro mundo como Amiguisa, Cristrapaça e Cristarântula. Sempre apoia Isa, ambas são rivais de Cristina Ricalde.
- Reinaldo Galán:

Ator: Willy Martin
Rey é um dos alunos da escola conhecido por ser muito exibido aos seus atos, e é inimigo de Alex. Acha que é apaixonado por Cristina, e nunca notou que sua grande amiga Linda é completamente apaixonada por ele. A ficha de Rey demora a cair até ele perceber que ama Linda verdadeiramente. Forma uma banda de rock com Kiko e Junior, seus melhores amigos.
- Marina Pasquali:

Atriz: Sabrina Seara
Marina é filha de um dono de uma pizzaria e é a namorada de Cristovão e logo depois esposa, por isso é inimiga de Rebeca e de Lucrécia, que faz de tudo para que ele case-se com Rebeca, pois só está interessada em seu dinheiro. Marina é irmã da Isa e de Marco.
- Cristóvão Silva:

Ator: Donny Murati
É filho de Lucrécia e irmão de Micky, e também namorado de Marina e depois vira seu marido. Lucrécia não aceita o fato de Marina ser o amor da vida de Cristóvão, por ela não ser milionária como Rebeca Ricalde, ex-namorada do rapaz.
- Rebeca Ricalde:

Atriz: Candy Montesinos
Rebeca é filha de um banqueiro muito famoso. É apaixonada por Cristovão, seu ex-namorado e por isso odeia Marina Pasquali, a nova noiva, tem em Cristina sua maior cúmplice. Chega a tomar a pizzaria da família Pasquali para infernizar a vida de Marina.
- Marcos Pasqualli:

Ator: Jefferson Brizgh
Ele é o baterista da banda de rock de Alex, e adotou o nome de "Marco Star". É o caçula da família Pasquali tendo como irmãs Isa e Marina. É muito famoso em sua escola por conta de sua carreira musical. Tem uma namorada chamada Rosário e eles estão sempre juntos.
- Júlio Silva:

Ator: Javier Valcarcel
É proprietário de uma loja de música e primo de Cristóvão e Micky. Dá aulas musicais no colégio de Isa, com quem mantém fortes laços de amizade. Chega a namorar Estella, mas acaba reencontrando Jennifer Contreras, sua antiga paixão com quem teve uma filha. Os dois passam a procurar juntos pela herdeira desaparecida, que mais tarde descobre ser Isa.
- Estella Ruiz:

Atriz: Dad Dáger
Mãe de Alex, é superprotetora e mima o filho. Trabalha como secretária de Julio na loja de discos, com quem têm muita afinidade. Estella ama Julio e chega a ser cúmplice do perigoso Detetive Buscone em uma mentira daquelas para prejudicar Jennifer e cortar as esperanças restantes de Julio. Buscone exige alto preço e Estella não tem como pagar, e passa a ser chantageada por Buscone. Decide ir para a casa de campo, deixando Alex na casa de Micky.
- Lucrecia Portacarreros:

 Atriz: Verónica Cortez
É mãe de Cristovão e de Micky e não mede esforços para romper o relacionamento de Marina e Cristovão, tudo isto para que ele fique com Rebeca, pois Lucrecia só se interessa por sua influência financeira.
- Diego Julian:

Ator: Everson Ruiz
É um famoso DJ de um programa de televisão. Se torna apaixonado por Isa a partir do momento que chega a conhecê-la.
É rival de Alex pelo amor da mesma. Tenta fazer ciúmes através de Cristina, sem sucesso. Se aproveita do término do namoro de Alex e Isa para conquistá-la.
- Antonio Pasquali e Carminha Pasquali

Atores: Orlando Hernández e Liliana Meléndez
São os pais adotivos de Isa, que a acolheram quando ainda era recém-nascida. Também são proprietários da Pizzaria Pasquali. Posteriormente, eles perdem a pizzaria para Rebeca e continuam trabalhando sob as humilhações da vilã, tudo isso para garantir o pão de cada dia para ambos os filhos.
- Raul Clavatti

Ator: Oscar Combreras
É o produtor de Isa e sua banda. Fez o videoclipe e agendou os shows e concursos. A partir dos últimos capítulos, Clavatti se torna namorado de Marina.
- Jennifer Contreras:

Atriz: Maria Antonieta Castillos
Ex-noiva de Julio, com quem teve uma filha dada para a adoção ao nascer. Professora de história de Isa, as duas se detestam no início. Julio e Jennifer se reencontram depois de muitos anos e passam a procurar sua filha, que depois descobrem ser a própria Isa. As duas começam a se dar muito bem.
Micky namorava Vanessa, depois se apaixona por Justa.
- Vanessa e Rubi:

Atrizes: Virginia Gomez e Nathalie
No começo da novela, elas são as melhores amigas de Cristina e a ajudam em suas armações, mas depois de uma discussão se separam da vilã no capítulo 42.
- Norma e Justa:

São duas estudantes do colégio de Isa e muito fofoqueiras. A partir do capítulo 40 se tornam amigas de Cristina e resolvem ajudar a separar Isa de Alex, mas, depois de uma briga no final da temporada, se separam de Cristina, e passam a ajudar Isa. Norma é namorada do Carlinhos e Justa do Micky.
- Kiko e Júnior:

Melhores amigos de Rey, tocam na banda dele, mas acabam rompendo a amizade no meio da história quando Rey torna-se o líder da banda de Isa.
- Grazzi:

É uma aluna que sempre gosta de aparecer. Nunca perde a oportunidade de falar seu nome.
- Rosário:

Atriz: Marina Hernández
É a namorada de Marquinhos. Rosário fala muito, e sempre elogia Marina por seus lanches serem gostosos.
- Buscone:

É o detetive contratado por Julio para procurar sua filha. Enciúmada, Stella Ruiz paga para que Buscone minta para Julio. E a partir daí, ele passa a chantageá-la.
- Ricardo Ricalde:

É o pai de Cristina e Rebeca Ricalde. É um famoso banqueiro que nos últimos capítulos perde toda sua fortuna e vai morar no mesmo prédio de Isa. Mima muito suas filhas e faz tudo que elas pedem.
- Professora Severa Rigores:

Atriz: Francis Romero
É a diretora do colégio. Dirige-o com mãos de ferro, e sempre reprime os alunos, principalmente Isa, a qual acha a mais bagunçeira. Mas por trás de sua aparência rigorosa, possui um relacionamento secreto com o professor de educação física, Olimpo Carreras.

## Episódios
| Rede        | Episódios | Primeira transmissão                                                                                   | Última transmissão                                                                                       |
| ----------- | --------- | --- | --- |
| Nickelodeon | 105       | América espanhola: 29 de setembro de 2008Brasil: 6 de abril de 2009Estados Unidos: 22 de junho de 2009 | América espanhola: 20 de março de 2009Brasil: 28 de agosto de 2009Estados Unidos: 13 de novembro de 2009 |
| Band        | 110       | Brasil: 19 de outubro de 2009                                                                          | Brasil: 19 de março de 2010                                                                              |

## Prêmios e Indicações
| Ano  | Premiação                 | Categoría                                  | Indicado                                   | Resultado |
| ---- | ------------------------- | ------------------------------------------ | ------------------------------------------ | --------- |
| 2009 | Meus Prêmios Nick         | Ator Favorito                              | Reinaldo Zavarce                           | Ganhador  |
| 2009 | Meus Prêmios Nick         | Gato do Ano                                | Reinaldo Zavarce                           | Indicado  |
| 2009 | Meus Prêmios Nick         | Gata do Ano                                | María Gabriela de Faría                    | Indicada  |
| 2009 | Meus Prêmios Nick         | Atriz Favorita                             | Micaela Castellotti                        | Indicada  |
| 2009 | Meus Prêmios Nick         | Programa de TV Favorito                    | Isa TKM                                    | Indicado  |
| 2010 | Kids Choice Awards México | Personagem Feminino Favorito de Uma Série  | María Gabriela de Faría                    | Ganhadora |
| 2010 | Kids Choice Awards México | Personagem Masculino Favorito de Uma Série | Reinaldo Zavarce                           | Ganhador  |
| 2010 | Kids Choice Awards México | Look Favorito                              | María Gabriela de Faría                    | Indicada  |
| 2010 | Kids Choice Awards México | Vilão Favorito                             | Milena Torres                              | Indicada  |
| 2010 | Kids Choice Awards México | Programa Favorito                          | Isa TK+                                    | Indicado  |
| 2010 | Meus Prêmios Nick         | Atriz Favorita                             | María Gabriela de Faría                    | Ganhadora |
| 2010 | Meus Prêmios Nick         | Casal do Ano                               | María Gabriela de Faría e Reinaldo Zavarce | Indicados |
| 2010 | Meus Prêmios Nick         | Gato do Ano                                | Ricardo Abarca                             | Indicado  |
| 2010 | Meus Prêmios Nick         | Programa de TV Favorito                    | Isa TK+                                    | Indicado  |
| 2019 | Meus Prêmios Nick         | Slime Épico                                | Isa TKM                                    | Ganhador  |

## Exibição no Brasil
No Brasil, foi exibida entre 6 de abril a 28 de agosto de 2009, pela Nickelodeon, às 13h.
Na TV Aberta, foi exibida pela Band entre 19 de outubro de 2009 a 19 de março de 2010, em 110 capítulos (5 a mais que a versão original), às 20h15. Foi reprisada entre 17 de outubro de 2011 a 24 de fevereiro de 2012, em 88 capítulos, sendo apenas para os estados que não tinha horário de verão.

## Repercussão

### Audiência
Enquanto exibida na Nickelodeon, Isa TKM liderou por 4 meses a audiência do horário da TV paga entre adolescentes de 12 a 17 anos e ficou em segundo lugar entre as crianças de 4 a 11 anos.
Na Rede Bandeirantes, a média do primeiro capítulo da trama teen foi de 2 pontos, mas ao decorrer dos capítulos a novela obteve altos picos tornando-se a maior audiência do horário até então na história da Band.
No dia 15 de janeiro de 2010, Isa TKM atingiu a vice-liderança da audiência, ficando atrás somente da Rede Globo, que exibia o Jornal Nacional. Na média geral, “Isa TKM” fechou com 5 pontos. A Record, com o “Jornal da Record”, registrou o mesmo índice, porém a novela da Band teve leve vantagem decimal. O SBT, com a exibição do “TV Animal”, ficou com 4 seguido pelo “TV Fama”, da RedeTV!, que marcou 3. A Globo encabeçou o ranking com 28 pontos.
Segundo o colunista Flávio Ricco, a Band ficou satisfeita com a audiência da novela Isa TKM. Por conta disso, a emissora começou a exibir mais novelas desse gênero no horário.